# Orden de la Reina de Saba
La Orden Imperial de la Reina de Saba es una condecoración dinástica que fue en su día la segunda jerárquica en el sistema de honores del Imperio de Etiopía. 

## Historia de la Orden
La Orden de la Reina de Saba fue creada en 1922 por la Emperatriz Zauditu de Etiopía en conmemoración de la figura de la Reina de Saba, pareja del Rey Salomón, fundador de la Dinastía Salomónica, que conformó la Casa Imperial de Etiopía, y de la Nación Etíope. 
En sus orígenes, la Orden se constituyó como exclusivamente femenina, con la finalidad de recompensar a aquellas mujeres que se distinguieran en favor de la sociedad, del Estado y de la Dinastía. Con el transcurso del tiempo se abrió también a los hombres. 
Tras la caída del Imperio, en 1974, estando la Orden bajo el Gran Magisterio del Emperador Haile Selassie, se convierte en Orden Dinástica. El Consejo de la Corona de Etiopía, presidido por S.A.I. el Príncipe Ermias Sahle Selassie, tiene ahora la facultad de conceder esta condecoración, por designación de S.A.I. el Príncipe Heredero Zera Yakob Amha Selassie.

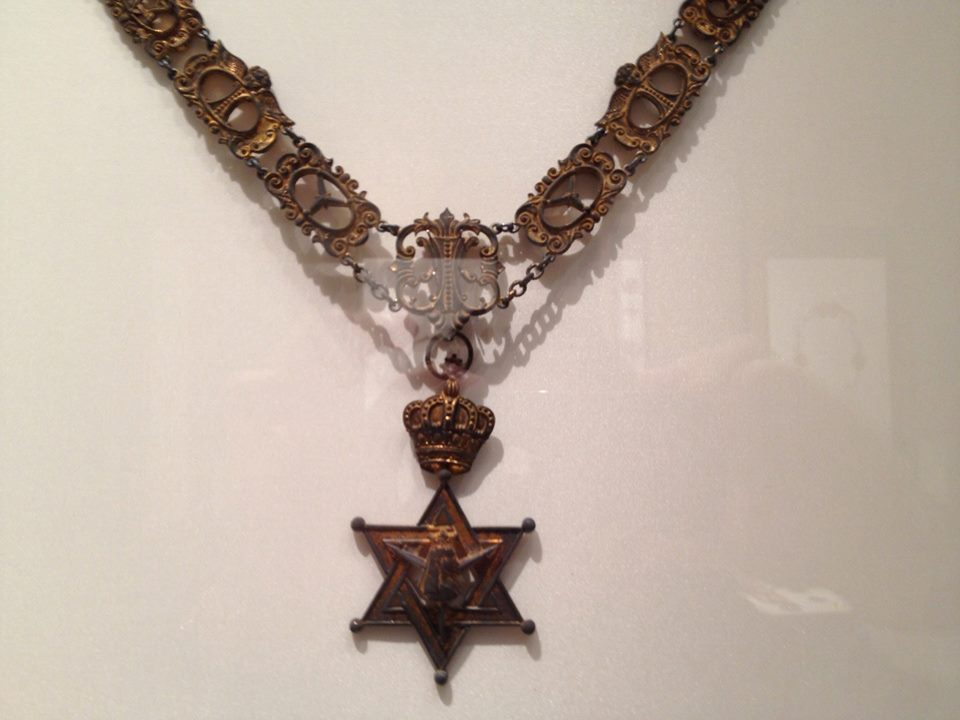
Collar de la Orden.
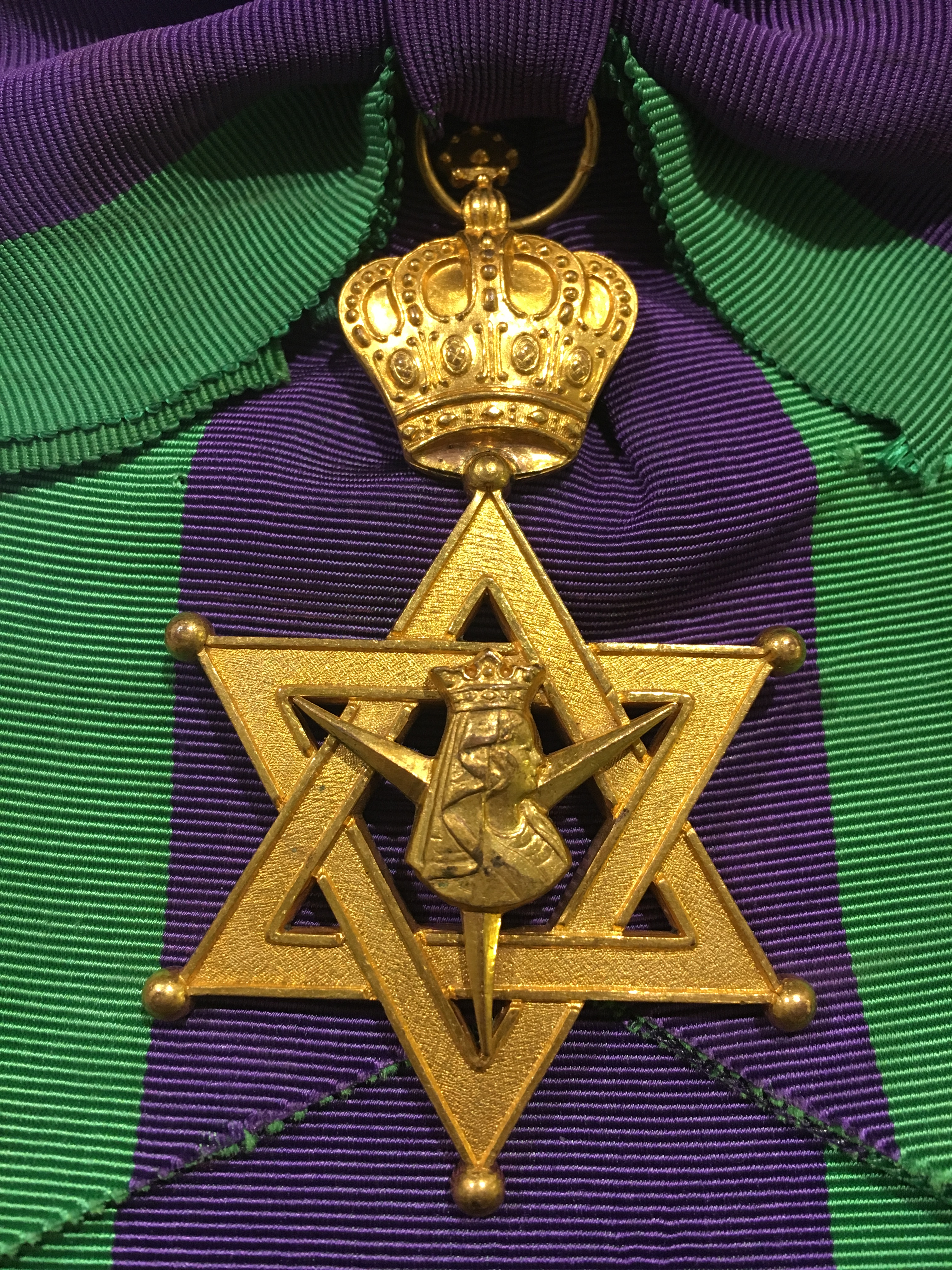
Banda y venera de la Orden de la Reina de Saba.